# Engelbrekt Flodström
Anders Engelbrekt Flodström, född den 24 december 1896 i Stora Kopparbergs församling, Kopparbergs län, död den 10 maj 1974 i Stockholm, var en svensk militär.
Flodström blev fänrik vid Dalregementet 1918 och löjtnant där 1920. Han genomgick Flygspanarskolan 1921–1922, Gymnastiska centralinstitutet 1923–1925 och Krigshögskolan 1925–1927. Flodström var biträdande militärattaché i Riga och Tallinn 1931–1932. Han blev kapten vid generalstaben 1934 och vid Dalregementet 1937. Flodström befordrades till major 1939 och var militärattaché i Moskva 1939–1942. Han blev överstelöjtnant vid Livregementets grenadjärer 1942 och befälhavare i Kiruna försvarsområde 1944 samt chef för Arméns jägarskola 1945. Flodström befordrades till överste 1946 och var sekundchef för Livregementets grenadjärer 1949–1952 (tillförordnad från 1947). Flodström var åter militärattaché i Moskva 1952–1957, med sidoackreditering i Warszawa och Prag 1955–1957. Han blev riddare av Svärdsorden 1939 och av Vasaorden 1942, kommendör av andra klassen av Svärdsorden 1950 och kommendör av första klassen 1953. Flodström vilar på Norra begravningsplatsen utanför Stockholm.